# Nigel Wilson
Nigel Edward Wilson (né le 12 janvier 1970 à Oshawa, Ontario, Canada) est un joueur de baseball à la retraite ayant évolué dans les Ligues majeures et dans la Ligue Pacifique du Japon. Il est le premier joueur choisi par la franchise des Marlins de la Floride de la MLB au repêchage d'expansion de 1992.

## Carrière

### États-Unis
Nigel Wilson, un joueur de champ extérieur frappant et lançant de la gauche, signe son premier contrat professionnel avec les Blue Jays de Toronto le 30 juillet 1987. Il amorce sa carrière dans les ligues mineures avec un club-école des Blue Jays en 1988 et y évolue jusqu'en 1992. Wilson ne fait pas partie des joueurs que les Jays protègent en vue du repêchage d'expansion de novembre 1992 visant à composer les deux nouvelles franchises qui se joignent à la Ligue nationale de baseball la saison suivante, les Rockies du Colorado et les Marlins de la Floride. Après que les Rockies eurent choisi les premiers lors de cette procédure spéciale tenue le 17 novembre 1992, les Marlins font de Wilson leur premier choix. Il n'est cependant par le premier joueur de cette nouvelle équipe, l'honneur revenant plutôt à Clemente Nuñez, un joueur dominicain mis sous contrat en 1991 qui n'atteindra jamais les majeures. Wilson n'amorce pas la saison inaugurale des Marlins avec le club mais le rejoint pour sept matchs en fin d'année, disputant sa première partie dans le baseball majeur le 8 septembre.
Après avoir passé 1994 dans les mineures, il apparaît dans cinq parties des Reds de Cincinnati en 1995 et dix des Indians de Cleveland en 1996. Avec Cleveland, Wilson réussit le 8 septembre 1996 son premier coup sûr dans les majeures : un coup de circuit de deux points réussi comme frappeur suppléant face au lanceur des Mariners de Seattle Michael Jackson. Il frappe deux circuits et récolte cinq points produits au cours de ces dix parties avec les Indians.
Nigel Wilson a joué un total de 22 matchs dans le baseball majeur. Il compte trois coups sûrs pour une moyenne au bâton de ,086 mais deux d'entre eux sont des circuits. Il a récolté cinq points produits et a marqué deux points.

### Japon
Il passe ensuite six ans dans la Ligue japonaise, évoluant pour les Nippon-Ham Fighters de 1997 à 2001 puis pour les Kintetsu Buffaloes d'Osaka en 2002.